# Torres dels Serrans

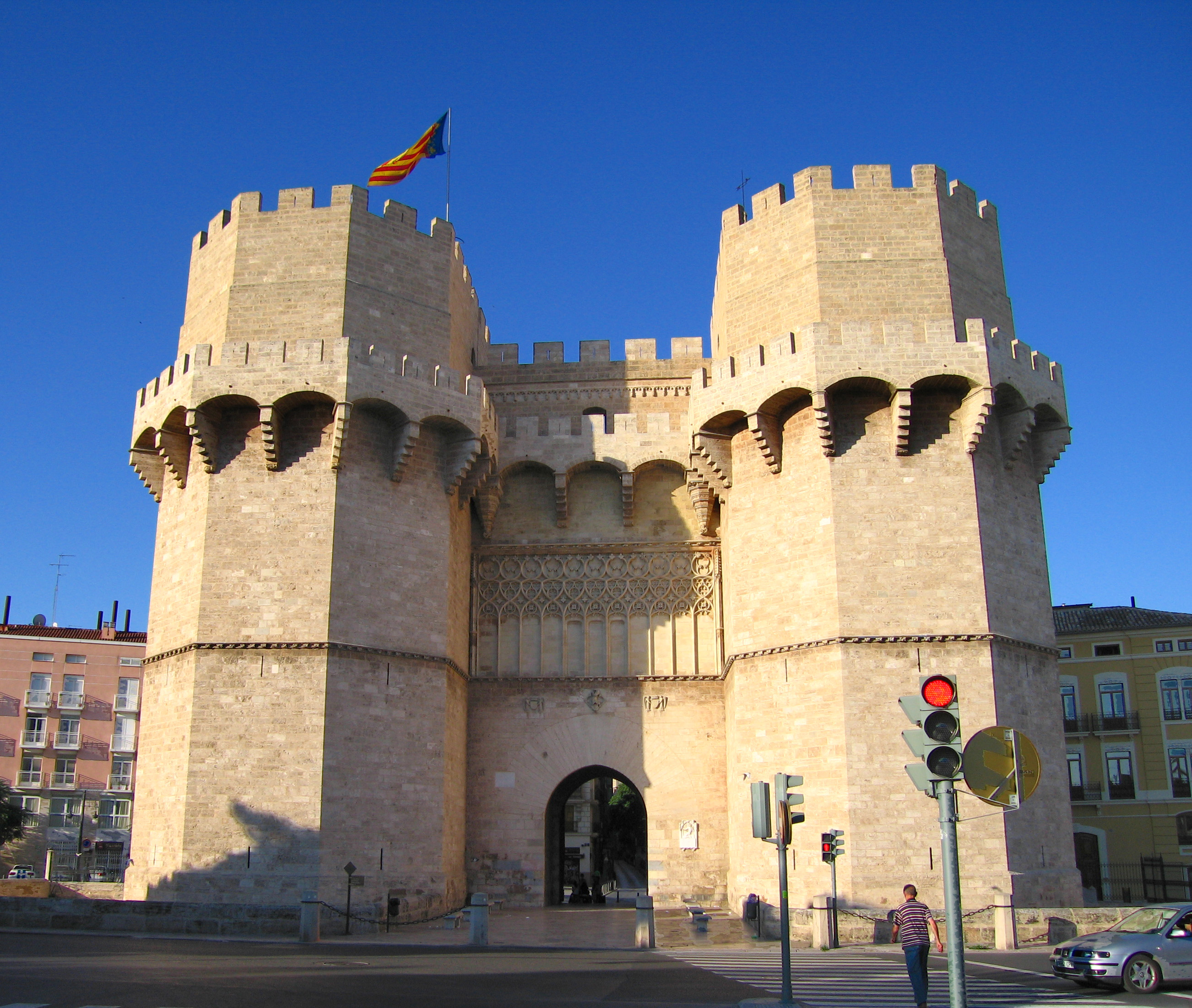
Le Torres de Serrans

Le Torres dels Serrans sono una delle dodici porte che si aprivano nelle antiche mura della città di Valencia. 
Le Torres dels Serrans sono costruite in stile gotico valenzano e il loro nome sembra derivare dal fatto che si trovassero a nord-ovest del centro storico e per questo motivo erano il passaggio naturale per le strade che conducevano a Los Serranos. Tuttavia, vi è un'altra teoria che farebbe derivare il nome dalla famiglia più importante che abitava nella strada.
Le Torres dels Serrans sono uno dei monumenti meglio conservati di Valencia e, insieme alle Torres de Quart, sono le uniche porte sopravvissute dopo l'abbattimento delle mura avvenuto nel 1865.